# Jean-Marie Du Chastel
Jean-Marie Du Chastel, né le 4 juin 1719 à Dinan (Côtes-d'Armor) et mort le 23 février 1799 à Saint-Hélier (Jersey), est un ecclésiastique français.

## Biographie
Second fils de Jean-René Du Chastel, seigneur de la Rouaudais, et de dame Anne-Marie Mousset de Mauny son épouse, Jean-Marie Du Chastel voit le jour à Dinan le 4 juin 1719 et fut baptisé en l'église Saint-Sauveur de Dinan, le 6 juin 1719.
Il embrasse la carrière ecclésiastique nommé à un canonicat de la cathédrale de Metz en 1741. Il fut ordonné prêtre à Nantes le 30 janvier 1743 et il passa la licence en théologie à la Maison royale de Navarre en 1747. Il accumule ensuite les titres et les bénéfices afférents à ces charges. Élu général du clergé de Bourgogne en 1763, 1764 et 1765, il fut le conseiller et aumônier de la reine Marie Leszczynska
En 1791 se trame un complot visant à faire évader Marie-Thérèse de France avec l'accord du roi et de la reine, projet mis au point par les amis de la cause royale dont fait partie Marie-Thérèse-Louise de Savoie-Carignan et son confesseur l'abbé Jean-Marie Du Chastel dit l'abbé de la Conninais. Il se vit confier la responsabilité de conduire l'enfant en Bretagne d'où elle devait gagner l'Est de la France puis l'étranger.
La fuite et l'arrestation de Varennes annihilèrent ces projets. À partir de cet événement les langues se délièrent et es projets de l'abbé furent éventés. Sentant son arrestation imminente, il fit atteler à quatre la voiture de la princesse de Lamballe, pour regagner au plus vite son manoir de La Conninais. Après l'arrêté du département des Côtes-du-Nord (aujourd'hui Côtes-d'Armor) du 18 juin 1791, Jean-Marie Du Chastel qui n'était pas assermenté fut invité à quitter Dinan. S'étant retiré à la Gaudière en Saint-Juvat, il y fut débusqué. Il se retira avec d'autres prêtres de Dinan, Gervais, Férard et Macé, à Saint-Méen en Ille-et-Vilaine. Le 1er août 1791, les administrateurs du district étant alertés, l'abbé dut s'exiler en 1792 par sécurité, en Angleterre. Son nom figure sur la liste des émigrés. D'après les registres de Mgr de Cheylus, évêque de Bayeux, il reçoit des secours en argent et en vêtements d'août 1796 à janvier 1799. Il  mourut à Saint-Hélier à Jersey le 23 février 1799.
La voiture que Mme de Lamballe lui avait prêtée pour fuir est conservée à Pleugueneuc au château de la Bourbansais.

## Fonctions et charges
- Chanoine et dignitaire du noble chapitre de Metz.
- Chancelier de la cathédrale de Metz en 1749.
- Élu général du clergé de Bourgogne aux États de Bourgogne en 1763, 1764 et 1765.
- Conseiller et aumônier de Marie Leszczynska (1703-1768), reine de France, puis d'Adélaïde de France, de la mort de sa mère en 1768 jusqu'en 1770.
- Conseiller et aumônier depuis 1770 de Marie-Antoinette d'Autriche, dauphine puis reine de France.
- Le 11 décembre 1783, il obtient sur la présentation du comte Jean-Baptiste René de Guéhéneuc de Boishüe (1732-1802) le visa pour les chapellenies du Val-K'haro en Brusvily et du château d'Yvignac à Yvignac.

## Fratrie
- Louis Jean Julien, chevalier, seigneur de la Rouaudais, de la Gaudière-Beaumont et autres lieux, né à Dinan le 25 mai 1717 et baptisé à Saint-Sauveur de Dinan le même jour, ancien capitaine du régiment du Lyonnois Infanterie, chevalier de l'ordre de Saint-Louis et capitaine-général des milices garde-côtes en Bretagne. Épouse par contrat du 17 janvier 1745 Françoise Geneviève de la Vallée, fille héritière de feu François de la Vallée, seigneur de la Conninais et présomptive héritière de Dame Françoise de Marcheix, sa mère de ce mariage sont issus :
  - Louis François Tanneguy, chevalier dit comte Du Chastel, né le 5 novembre 1745, reçut page du roi en sa petite écurie en novembre 1758, enseigne à drapeaux au régiment des Gardes françaises au mois de septembre 1761 et enseigne à pique au même régiment en 1763 dont il est sous lieutenant depuis 1769. Mort en 1798. Il fut portraituré par Jean-Honoré Fragonard vers 1769. Une copie anonyme de ce portrait date du XIXe siècle[3]. Il quitta la France en 1791 et disparut à Philadelphie en 1798. Sa veuve Marie-Jeanne Béonore de Mollet mourut à Londres en 1799. Il était amateur de gravures et de livres qui furent saisies pendant Révolution dans son manoir de La Conninais, et que réclamèrent par la suite ses héritiers[4].
  - Louis Jean René, dit le chevalier Du Chastel, né le 2 mars 1750. Reçu chevalier de Malte de minorité au grand prieuré d'Aquitaine le 23 août 1755, page de feue la reine en 1763, il entre sous-lieutenant dans la légion de Condé en 1766 dont il est lieutenant depuis 1769.
  - Henri Joseph Aimé et Jacques Marie Guillaume, chevaliers, nés jumeaux le 10 juillet 1751, baptisés le même jour à l'église de Taden et morts la même année.
  - Reine Henriette Claire Céleste, dite demoiselle de la Conninais, née au château de la Conninais le 29 avril 1747, baptisée le 1er mai à Taden, célibataire en 1771.
- Jean-Marie.
- Agnès Reine Louise, née à la Gaudière le jeudi 5 avril 1725, mariée le 23 octobre 1753 à François César Du Chastel de La Rouvrais, lequel fut veuf avec postérité.
- Henriette Marie Bonne, née le samedi 7 février 1728, célibataire.

## Armoiries
- « Le château d'or, sommé de trois tours de même en champ de gueules ». Armoiries conservées par les cadets de cette maison, les seigneurs de la Rouaudais.
- « De gueules au château d’or ; aliàs : sommé de trois billettes de même (Sceau 1353) ; aliàs : de neuf boulets de canon, six à fleur et trois enfoncés »[5].
- « Fascé d’or et de gueules de six pièces », n'était à l'origine qu'une devise : « Prêts à faire face à tout venant », adopté par la branche aîné des Du Chastel.

### Sources primaires
Archives nationales de France : 
- 1769, Lettres patentes permettant à Du Chastel (Jean-Marie), aumônier de la feue rein, abbé commendataire de l'abbaye royale Notre-Dame de Rigny, ordre de Cîteaux d'emprunter à constitution de rentes jusqu'à concurrence de 44,000 Livres ;
- 10 janvier 1772, Dépôt d'une procuration instituant Jean-Marie Du Chastel, abbé commendataire de l'Abbaye de Rigny et aumônier ordinaire de la Dauphine, procureur de Louis Julien Jean Du Chastel, seigneur de la Rouaudais, de La Gaudière-Beaumont, chevalier de l'Ordre Royal et militaire de Saint-Louis, ancien capitaine au régiment de lyonnois infanterie[6].